# Cesare Sambucetti
Cesare Sambucetti (Roma, 15 febbraio 1838 – Roma, 11 aprile 1911) è stato un arcivescovo cattolico italiano.

## Biografia
Ultimo figlio di una famiglia dell'alta borghesia capitolina, nacque a Roma il 15 febbraio 1838 da Angelo e Maria Antonia Raggi. Compiuti gli studi presso il Seminario Romano, conseguì le lauree in teologia, filosofia e diritto civile e canonico.
Ordinato sacerdote nel marzo 1861, celebrò la sua prima messa nella Basilica di Sant'Apollinare a Roma. Professore nel Collegio Urbano di Propaganda e nel Collegio Romano, alla carriera accademica preferì quella diplomatica. Già uditore della nunziatura di Madrid, il 30 marzo 1882 fu inviato in qualità di delegato apostolico a Quito e nominato inviato straordinario nelle repubbliche del Perù, Ecuador e Bolivia.
Consacrato arcivescovo titolare di Corinto il 16 aprile 1882, nel novembre 1883 ottenne la nomina a internunzio apostolico e inviato straordinario in Brasile. Canonico della Basilica Liberiana nel 1886, Segretario della Sacra Congregazione del Cerimoniale e assistente al soglio pontificio nel 1893, fu scelto da Papa Leone XIII come inviato straordinario a Londra per il giubileo della Regina Vittoria del 1897. In tale occasione ebbe l'onore, unico fra tutti i rappresentanti stranieri, di essere ricevuto in piedi dalla monarca e di essere ospitato nel Castello di Windsor.
Nominato nunzio apostolico in Germania l'8 gennaio 1900, l'anno seguente, per motivi di salute, dovette rinunciare all'incarico ritirandosi a vita privata. Morì, nella sua città natale, l'11 aprile 1911.

## Genealogia episcopale
La genealogia episcopale è:
- Cardinale Scipione Rebiba
- Cardinale Giulio Antonio Santori
- Cardinale Girolamo Bernerio, O.P.
- Arcivescovo Galeazzo Sanvitale
- Cardinale Ludovico Ludovisi
- Cardinale Luigi Caetani
- Cardinale Ulderico Carpegna
- Cardinale Paluzzo Paluzzi Altieri degli Albertoni
- Papa Benedetto XIII
- Papa Benedetto XIV
- Cardinale Enrico Enriquez
- Arcivescovo Manuel Quintano Bonifaz
- Cardinale Buenaventura Córdoba Espinosa de la Cerda
- Cardinale Giuseppe Maria Doria Pamphilj
- Papa Pio VIII
- Papa Pio IX
- Cardinale Luigi Maria Bilio, B.
- Arcivescovo Cesare Sambucetti

## Curiosità
Suo fratello maggiore Achille sposò nel 1848 Antonia Borghese, che si dice fosse figlia del principe Camillo, a cui la moglie Paolina Bonaparte non aveva dato alcuna discendenza legittima.